# Jonathan Lemkin
Pour les articles homonymes, voir Lemkin.
Jonathan Lemkin est un scénariste américain, occasionnellement réalisateur. Il a été l'époux de l'actrice Kiersten Warren de 1990 à 2005, avant son mariage avec Kirk Acevedo, et est le père de l'actrice Misti Traya (en).

## Filmographie

### Cinéma
Scénariste
- 1991 : Dans les griffes du Dragon rouge (non crédité)
- 1996-1998 : Superman Lives (projet non abouti)
- 1997 : L'Associé du diable
- 1998 : L'Arme fatale 4
- 2000 : Planète rouge
- 2007 : Shooter, tireur d'élite

### Télévision
Scénariste
- 1986-1987 : Capitaine Furillo (3 épisodes)
- 1987-1988 : 21 Jump Street (7 épisodes)
- 1992 : Beverly Hills 90210 (1 épisode)

Réalisateur
- 1990 : L'Île de l'étrange (1 épisode)

## Distinctions
Nominations
- Saturn Award :
  - Saturn Award du meilleur scénario 1998 (L'Associé du diable)